# Dui

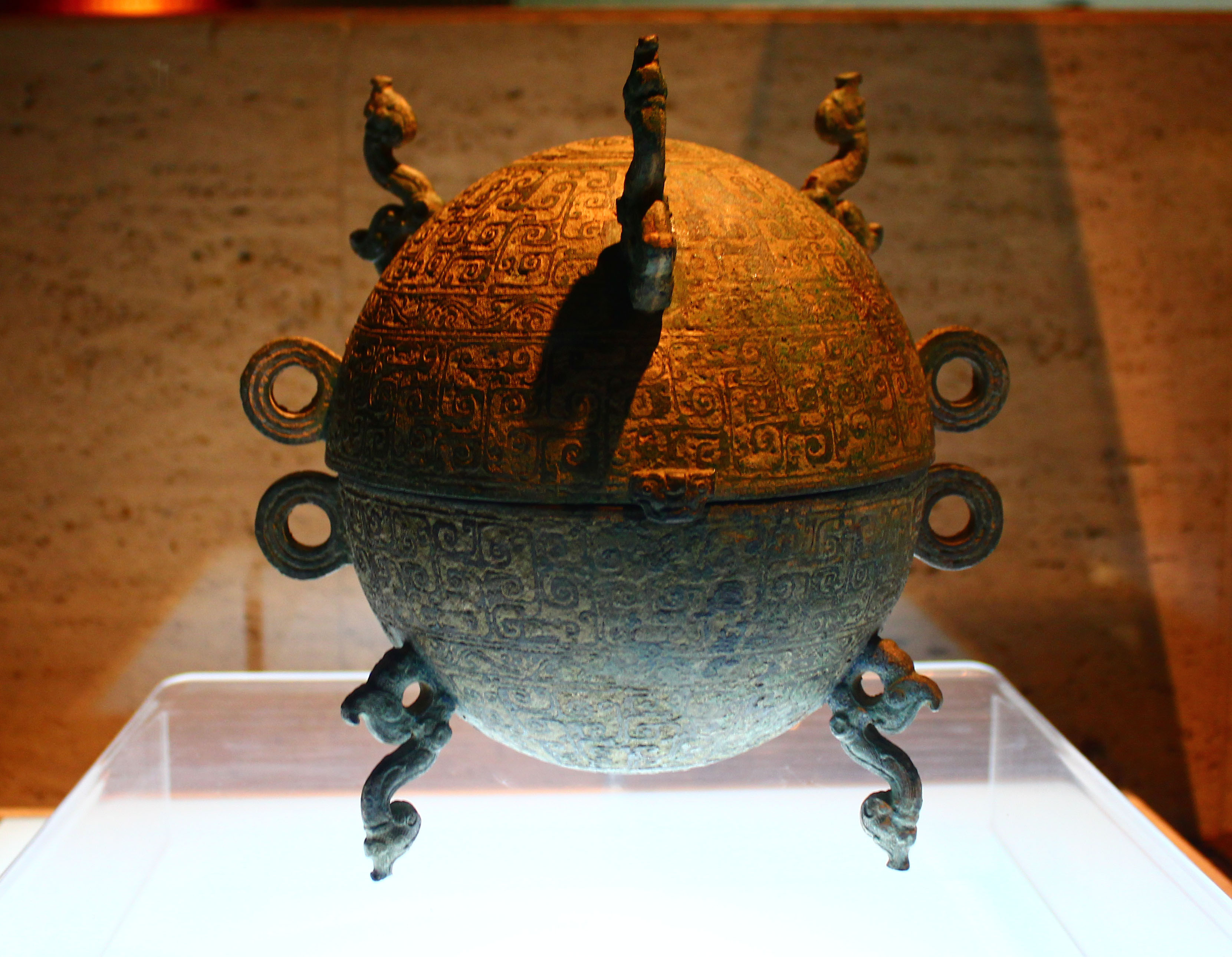
Vasija dui de bronce con incrustaciones geométricas de nubes, Museo Provincial de Hubei.

Un dui es un tipo de recipiente de bronce ritual chino utilizado a finales de la dinastía Zhou y el Período de los Reinos Combatientes de la antigua China. Era un recipiente de comida utilizado como recipiente ritual. La mayoría de los dui constan de dos cuencos apoyados en tres patas.

## Forma
El dui es típicamente de forma esférica, con un cuenco de media cúpula en la parte inferior con un recipiente de forma similar en la parte superior. Las formas varían de circular, ovular a subcircular. Los tipos del Zhou oriental tardío parecen más esferoidales; los contenedores se vuelven más ovulares durante el Período de Primaveras y Otoños; y en la transición desde finales de ese periodo hasta el tiempo de los Reinos Combatientes, los tipos de vasijas parecen menos redondos, con una tapa aplanada combinada con un cuenco redondeado. La vasija se apoya en un solo pedestal o está sostenida por tres patas (de manera similar al ding). Las tres patas permitirían calentar la comida en su interior. Cada vasija tiene dos asas; anillos fijados o sin fijar adornan la parte inferior del recipiente, lo que permite un fácil transporte.

## Decorado
Los contenedores en sí poseen detalles muy intrincados, que varían en diseños geométricos y curvilíneos distribuidos en registros simétricos. Muchas de estas tallas asumen formas biomórficas, que representan imágenes de animales típicos que se encuentran en toda la antigua China, como gatos, serpientes, dragones o pájaros. Muchos de los diseños están incrustados con metal, aunque todavía existen pocas versiones completas.

### Ejemplos
A partir del espécimen encontrado en el Período de los Reinos Combatientes, se pueden encontrar pruebas de incrustaciones de cobre en patrones esféricos arremolinados que acentúan la forma del dui. Patrones geométricos incisos junto con contornos felinos emanan del contenedor.
Los tipos del Zhou oriental tardío son de forma esférica y poseen tres máscaras de animales en relieve; las cabezas están situadas simétricamente alrededor de la tapa, reflejando los tres pies en forma de ding que sostienen la base. Un patrón lineal simple cubre el recipiente en registros claramente definidos, mientras que bandas de cuerda en altorrelieve separan el cuenco de la tapa.
Desde el Período de los Reinos Combatientes, las formas ovulares se convierten en formas subcirculares. Cuatro criaturas fantásticas adornan la tapa del ejemplo de este período, formando anillos verticales. Las máscaras colgantes de animales sostienen anillos móviles en la boca, lo que permite un fácil transporte. Superficies de modelado incrustadas en este ejemplo también, con turquesa y plata en registros típicos. Los patrones curvilíneos acentúan la forma; las bandas de decoración más prominentes retratan figuras de aves simétricas con cuerpos entrelazados que rodean la vasija. Los diseños de los bordes consisten en bandas en forma de S alrededor del pie, el párpado y el cuerpo.

## Función y uso
En algunos ejemplos, los dos hemisferios simétricos podrían usarse individualmente o como un cuenco con tapa para facilitar el proceso ritual. Las variedades con tapa se evidencian por la falta de estructura de soporte en cada cuenco. La vasija puede exhibirse de manera prominente dentro de un templo o salón, pero también se usa durante las fiestas que conmemoran a los antepasados. A veces, el recipiente se produjo únicamente para el entierro. En períodos posteriores, el recipiente se convirtió en un símbolo de prominencia social y el aspecto religioso retrocedió.

## Desarrollo histórico
El dui funcionó y se creó a finales de las dinastías Zhou y el Período de los Reinos Combatientes en la China temprana. El dui es uno de los primeros tipos de vasos de forma casi esférica. A mediados del Período de Primaveras y Otoños, la gente comenzó gradualmente a usar el dui como recipiente para calentar y servir alimentos. Según el erudito K.C. Chang, se decía que el término «dui» había sido escrito incorrectamente en el catálogo por los catalogadores de la dinastía Song. Visto por primera vez en el periodo Zhou Oriental, «dui» significa «recipiente globular», pero en Shang y Zhou Occidental, este recipiente en particular se llamaba «gui». Dui se transcribió como el equivalente moderno de gui.
Algunas vasijas dui se inspiraron en el arte nómada estepario con diseños sofisticados y exteriores coloridos. Después de la dinastía Zhou Oriental, el dui podría haber sido visto como un símbolo de estatus o usado en varios rituales. Fue más popular durante la dinastía Zhou tardía, pero más tarde fue reemplazado por otro recipiente de comida llamado «Sheng» que se usó durante las dinastías Qin y Han. En el Período de los Reinos Combatientes, la forma se cambió a un óvalo y la tapa se transformó para reflejar el cuerpo en una imagen de espejo. A veces son marcados como «ding de sandía» que se remontan a principios del Período de los Reinos Combatientes.